# Sigge Ernst
Siegfried Ernst Unterseher, känd som Sigge Ernst, född 21 februari 1940 i Kitzingen, Tyskland, död 23 september 2010 i Höganäs församling, Skåne län, var en tysk-svensk musiker. 
Som 14-åring började han att arbeta på en Volkswagenverkstad i hemstaden Kitzingen. Han kom till Sverige 1965 och fortsatte att arbeta som bilmekaniker, samtidigt som han utövade sitt musikintresse på fritiden. Under en tid spelade han i fyra olika band bland annat Fridens kilowatt och rivaler och Sveriges Jazzband. Han träffade Bertil Bertilsson och bildade gruppen Rockfolket som fick sitt genombrott på Folkparkernas Artistforum i början av 1970-talet. Under åtta år spelade Sigge Ernst med Rockfolket, senare blev han revyartist hos Hagge Geigert i Göteborg. På 1980-talet satte han punkt för artistkarriären, bosatte sig i Skåne och arbetade som bilmekaniker.[källa behövs]
Sigge Ernst var från 1981 till sin död gift med Ingegärd Sällström (född 1954).